# آراگواچو
آراگواچو (به پرتغالی: Araguaçu) یک منطقهٔ مسکونی در برزیل است که در توکانتینس واقع شده‌است. آراگواچو ۵٬۱۶۸ کیلومتر مربع مساحت و ۸٬۴۶۷ نفر جمعیت دارد.